# Alexandr Golovin (futebolista)
Alexandr Sergeevitch Golovin (em russo:  Александр Сергеевич Головин; 30 de maio de 1996) é um futebolista russo que atua como meia. Atualmente defende o Monaco e a Seleção Russa.

## Carreira

### CSKA Moscou
Alexandr Golovin começou sua carreira profissional no CSKA Moscou, uma das principais equipes do futebol russo. Sua estreia aconteceu no ano de 2015 e já ano seguinte fez parte do elenco da Seleção Russa de Futebol durante a Eurocopa de 2016.
Marcou seu primeiro gol como profissional em partida diante do Mordovia Saransk pelo Campeonato Russo. No dia 20 de abril de 2016, o jovem meia marcou duas vezes em vitória sobre o FC Krasnodar pelas semi-finais da Taça da Rússia. 

### Monaco
No dia 27 de julho de 2018, foi contratado pelo Monaco por 30 milhões de euros.

## Seleção Nacional
Com promessa de ser o sucessor de Andrey Arshavin, principal nome a vestir a camisa da Rússia, ele tornou-se peça chave da seleção de seu país e foi convocado para disputar a Copa do Mundo FIFA de 2018 realizada na Rússia.
Em 14 de junho de 2018, fez um gol na vitória da Rússia sobre a Arábia Saudita por 5–0 e ainda distribuiu duas assistências, na primeira partida da Copa do Mundo FIFA de 2018.

## Títulos
CSKA Moscow
- Premier League Russa: 2015–16

Rússia
- Europeu Sub-17: 2013

### Prêmios individuais
- 49º melhor jogador sub-21 de 2016 (FourFourTwo)[8]